# Palácio da Liberdade

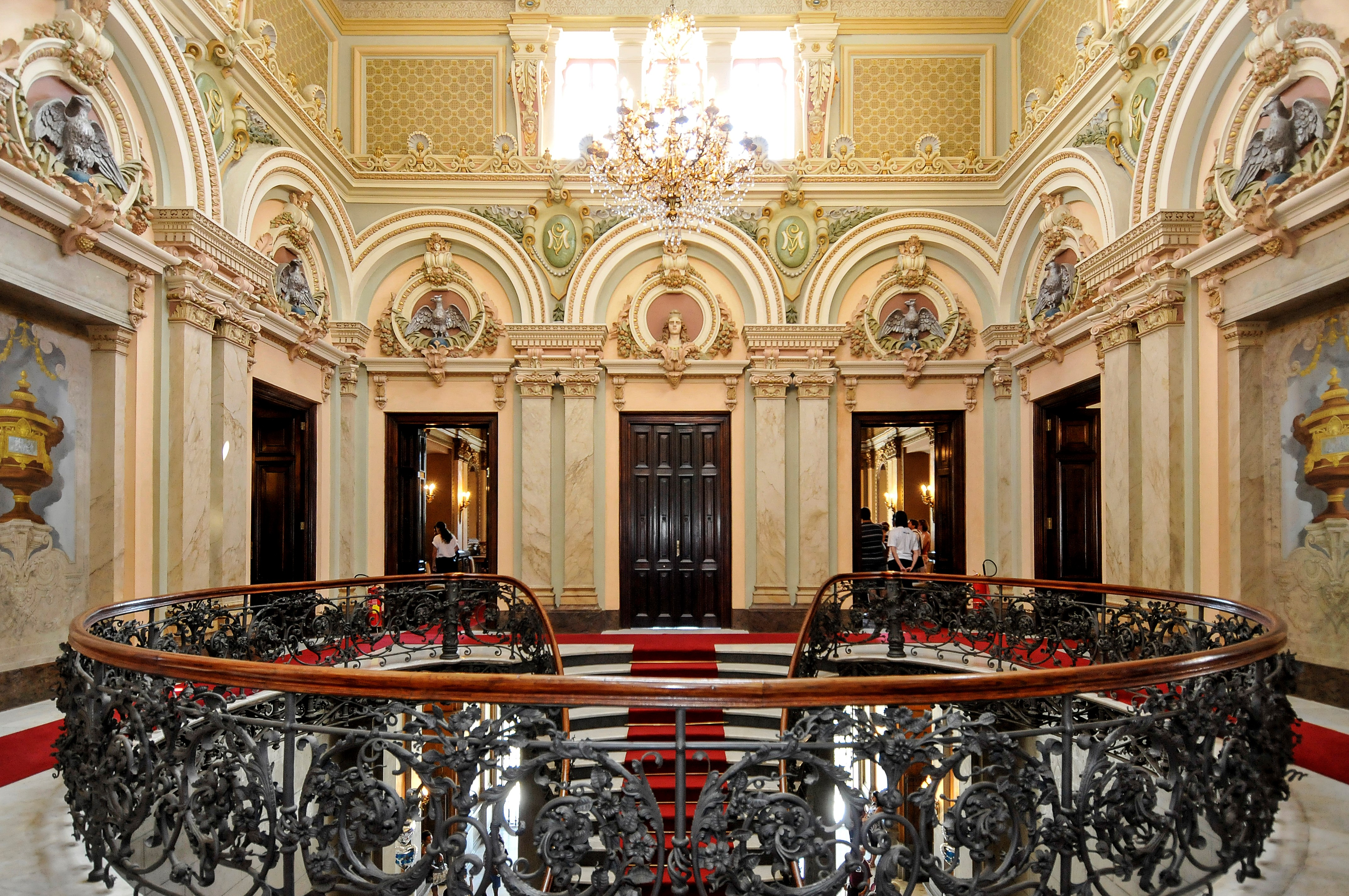
Salão de entrada e escadaria do Palácio da Liberdade

O Palácio da Liberdade é o antigo local de trabalho do Governador de Minas Gerais , que agora é sediado no Edifício Tiradentes na Cidade Administrativa. O edifício foi palco de importantes acontecimentos da história de Minas Gerais. Foi construído em Belo Horizonte, no ano de 1897. Com um traçado neoclássico, o palácio mescla estilos arquitetônicos que vão desde o Luís XV ao mourisco. A escadaria principal foi fundida na Alemanha e apresenta um elegante estilo art nouveau. Os jardins eram prolongamentos da praça, porém sem as grades que hoje cercam o palácio. 
A estrutura do prédio é constituída por três pavimentos que serviram de moradia aos governadores e suas famílias. Teve como hóspedes os ilustres ex-governadores e ex-presidentes da República Juscelino Kubitschek e Tancredo Neves, assim como a presença marcante de Benedito Valadares e Milton Campos. Por volta dos anos 1950, o governador Juscelino Kubitschek construiu uma nova residência, localizada no bairro Mangabeiras para ser a nova residência dos governadores, chamado de Palácio das Mangabeiras e nos anos 1960, o governador Israel Pinheiro propôs a demolição do palácio para a construção de um moderno edifício vertical projetado pelo arquiteto Oscar Niemeyer. A ideia, porém, foi vetada. Abandonado nos anos 1970 pelos governadores que preferiram trabalhar no Palácio dos Despachos, o Palácio da Liberdade voltou a ser prestigiado por Tancredo Neves que despachava de lá, assim como Eduardo Azeredo e Itamar Franco passaram também a fazer.
De 2010 até 2015, o Governador despachou do Palácio Tiradentes situado na Cidade Administrativa de Minas Gerais projetada pelo arquiteto Oscar Niemeyer. Durante este período o Palácio da Liberdade fez parte do Circuito Cultural da Praça da Liberdade e serviu para cerimônias solenes de transferência de mandato.

Em 2015, Fernando Pimentel voltou a despachar do palácio, mas somente efetivou o retorno do mesmo à condição de local de trabalho oficial do governador de Minas Gerais em 2018. A partir de 2019, o Governador Romeu Zema optou por retornar ao Palácio Tiradentes, mas ele manteve o projeto de visitação pública ao espaço, reiniciada em dezembro de 2018.